# Felix Hollaender

Felix Holländer

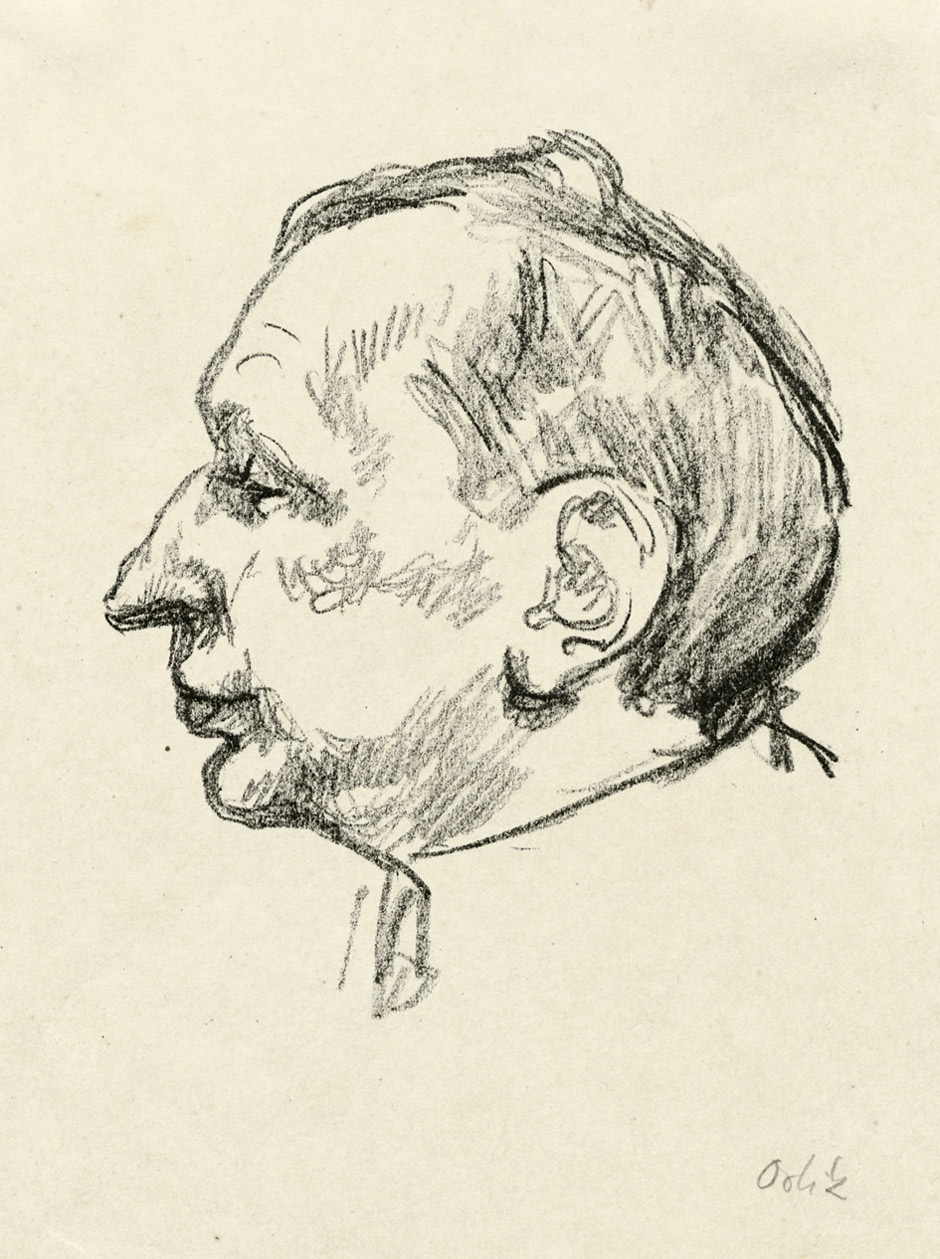
Felix Hollaender
(um 1920 von Emil Orlik)

Felix Hollaender (* 1. November 1867 in Leobschütz/Schlesien; † 29. Mai 1931 in Berlin) war ein deutscher Schriftsteller, Kritiker, Dramaturg und Regisseur.

## Leben
Hollaender war ein Sohn des Mediziners Siegmund Hollaender und dessen Ehefrau Renette Danziger. Der Dirigent Gustav Hollaender und der Komponist Victor Hollaender waren seine Brüder; der Komponist Friedrich Hollaender war sein Neffe.
Seine Jugend verbrachte er in Berlin, wo er auch seine Schulzeit absolvierte und 1886 mit dem Abitur abschloss. Durch sein Elternhaus machte er schon früh die Bekanntschaft von Otto Brahm, der ihn nach eigenem Bekunden sehr beeinflusste. Seit seiner Schulzeit war er mit Max Dessoir, Max Osborn und Theodor Wolff befreundet.
Hollaender studierte an der Universität Berlin u. a. bei Wilhelm Dilthey, Friedrich Paulsen, Erich Schmidt und Georg Simmel. Bereits während der ersten Semester konnte er seinen ersten Roman veröffentlichen. Da auch seine weiteren Publikationen sehr erfolgreich waren, brach Hollaender sein Studium ab und ging auf Reisen. Allerdings führte ihn seine finanzielle Situation bereits zwei Jahre später wieder nach Berlin zurück.
Zusammen mit Adolf Damaschke und Alfred Ploetz fungierte Hollaender von 1896 bis 1898 als Mitherausgeber und Theaterkritiker der Berliner Wochenzeitung Die Welt am Montag. Weitere Mitarbeiter waren Georg Bernhard, Kurt Eisner, Heinrich und Julius Hart, Alfred Kerr, Gustav Landauer, Samuel Lublinski und Franz Oppenheimer.
Von 1902 an wirkte Hollaender als Dramaturg und von 1904 an auch als Regisseur bei Max Reinhardt. 1920 bis 1923 leitete er das Deutsche Theater Berlin. Im Oktober 1921 gründete er gemeinsam mit Erik Charell die Pantomimen des Deutschen Theaters GmbH. Im Anschluss daran war er u. a. Theaterkritiker des 8 Uhr-Abendblatts. Er wird dem Friedrichshagener Dichterkreis zugerechnet.
Felix Hollaender war zweimal verheiratet. In erster Ehe heiratete er 1894 und ließ sich 1913 wieder scheiden. 1914 ehelichte er die Schauspielerin Gina Meyer. Aus der ersten Ehe gingen drei Söhne und eine Tochter, aus der zweiten Ehe ein Sohn hervor.

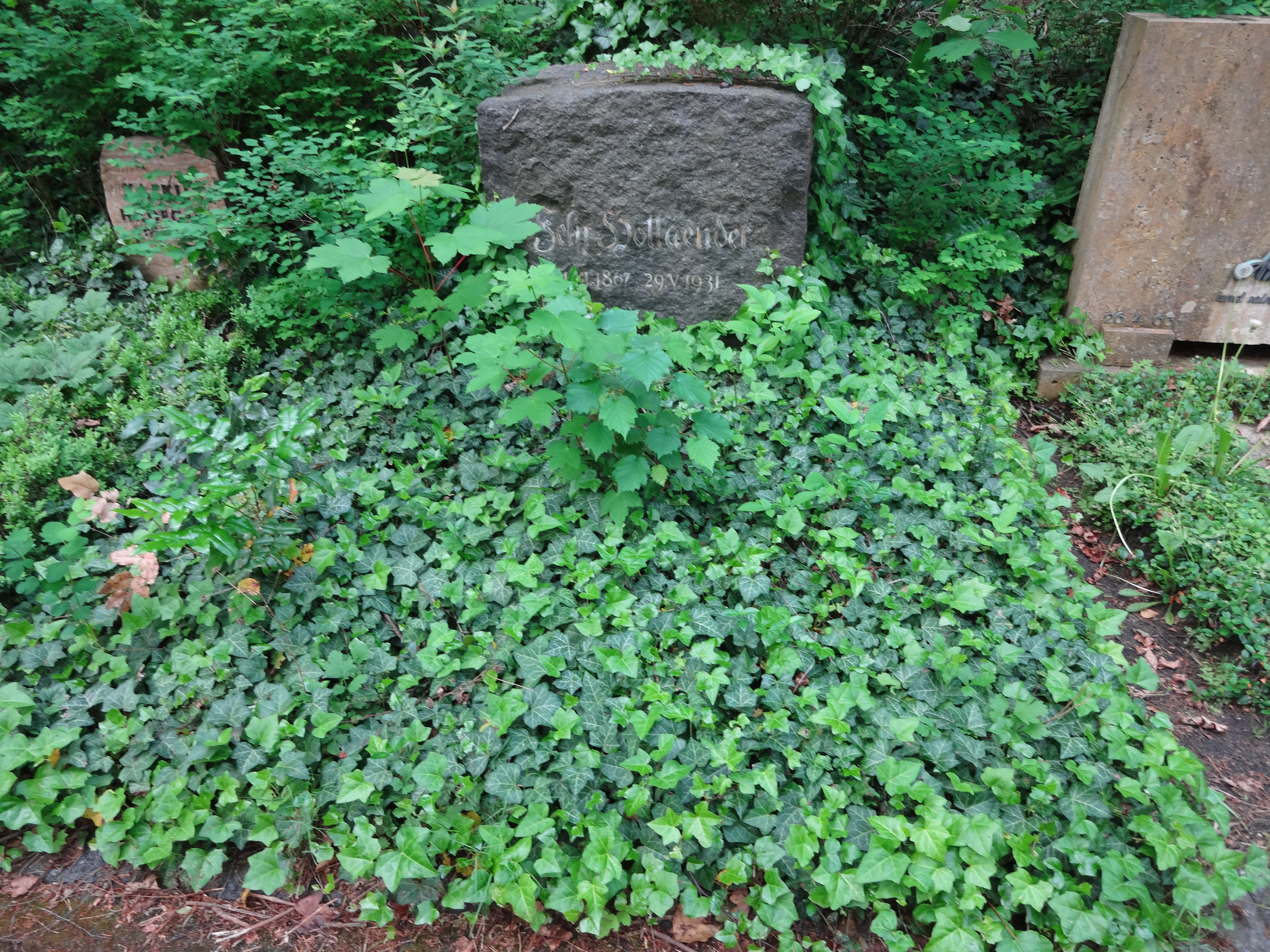
Grab von Felix Hollaender auf dem Friedhof Heerstraße in Berlin-Westend

Felix Hollaender starb am 29. Mai 1931 im Alter von 63 Jahren in Berlin an einer Lungenentzündung. Sein Grab befindet sich auf dem landeseigenen Friedhof Heerstraße in Berlin-Westend (Grablage: 3-B-29/30).

## Zitate
Leo Berg kritisierte Hollaenders zweiten Roman Frau Ellin Röte in seiner Monatsschrift Der Zuschauer 1893 scharf:
„Jesus und Judas war alles in allem eine schlechte, unreife Arbeit eines begabten Anfängers, der trotz der Weitschweifigkeiten, technischen Mängel und Öden in der Ausführung zu fesseln verstand, und der durch einen gewissen Zug ins Große und durch Beweglichkeit und Lebendigkeit zu Hoffnungen wohl berechtigen konnte. […] [W]ohl selten ist ein junger Dichter mit solchem Selbstbewusstsein und Hochmut aufgetreten […]. Das Dichterische und Künstlerische in dem Roman ist fast gleich Null. Die Charaktere treten einem nie ganz plastisch entgegen, eine Psychologie vermag der Autor nicht zu geben, der Inhalt ist gering, der Fluß der Erzählung matt, und das Ganze ziemlich langweilig […]. Ich erwarte von diesem Felix Hollaender noch etwas Tüchtiges […], denn am Talent fehlt’s ihm nicht, nur leider gar zu sehr an Selbstkritik.“
Der Literaturkritiker Arthur Eloesser schrieb über Hollaenders Roman Das letzte Glück:
„Dieses Buch ist keine gewöhnliche Lamentation, nicht die übliche Darstellung der oft aufgetischten Künstlermisere, es ist ein hartes, gerechtes, wahres Buch, das sich durch seinen rücksichtslosen Bekenntnisdrang mit Strindbergs Beichten vergleichen kann. […] Ein gellender Notschrei aus der Tiefe und doch zugleich ein fest gefügtes Kunstwerk, ein Werk von Charakter, unstreitig der beste Roman Holländers und überhaupt eine der stärksten litterarischen Erscheinungen der letzten Jahre. Ein sorgfältig gepflegter, ruhig fortschreitender, herb-männlicher Stil läßt seine schriftstellerische Persönlichkeit zum ersten Male in fertiger Reife erscheinen.“
Über dasselbe Werk schrieb Richard Schaukal in der Wiener Rundschau:
„Ein begabter Autor wie Holländer, der sonst nichts zu thun hat, schreibt derlei Romane überaus leicht. Ebenso leicht legt man den Band weg und vergisst ihn.“
Die Schauspielerin Tilla Durieux berichtet von Hollaenders Zusammenarbeit mit Max Reinhardt in ihren Memoiren Eine Tür steht offen:
„Unter den Dramaturgen, die in den ersten Jahren Reinhardt berieten […] ragte Felix Holländer hervor, der Typus des talentvollen fanatischen Juden. Er war es, der Reinhardts große Allüren unterstützte, und er war es, der ihn als Fürsten auf einen Thron setzen wollte. […] Felix Holländer schrieb in seiner Jugend Romane, die großen und berechtigten Erfolg hatten. Äußerlich war er klein und häßlich. Er sah aus wie ein verkümmerter Mephisto. Seine Intelligenz aber war bedeutend. […] Reinhardt selbst stammte aus armer Familie, seine Manieren waren nicht immer die besten, bis auch hier Holländer manches zu mildern vermochte.“
Zu Hollaenders Regiearbeit Major Barbara (George Bernard Shaw) bemerkte der Theaterkritiker des Berliner Börsen-Couriers 1909:
„Felix Hollaender […] bewährte sich als echter Shaw-Regisseur durch die geschickte Art, wie er jeder Stimmung gerecht wird und jeder Pointe zur Wirkung verhilft.“
Kurt Pinthus befand die Inszenierung Hollaenders der August-Strindberg-Komödie Der Vater im September 1922 als unzulänglich:
„Die Aufführung des Deutschen Theaters hatte anscheinend zu wenig Proben. Oder Felix Holländer hatte nicht energisch genug Regie geführt. Fast jeder einzelne spielte gut in seiner Art… aber die Aufführung als Ganzes war nicht gut. Sie zerfiel in Episodisches; dies einheitlichste Stück Strindbergs fügte sich nicht zur Einheitlichkeit zusammen, – geschweige denn zu jener Symbolhaftigkeit, die soeben gefordert wurde.“

## Werke (Auswahl)

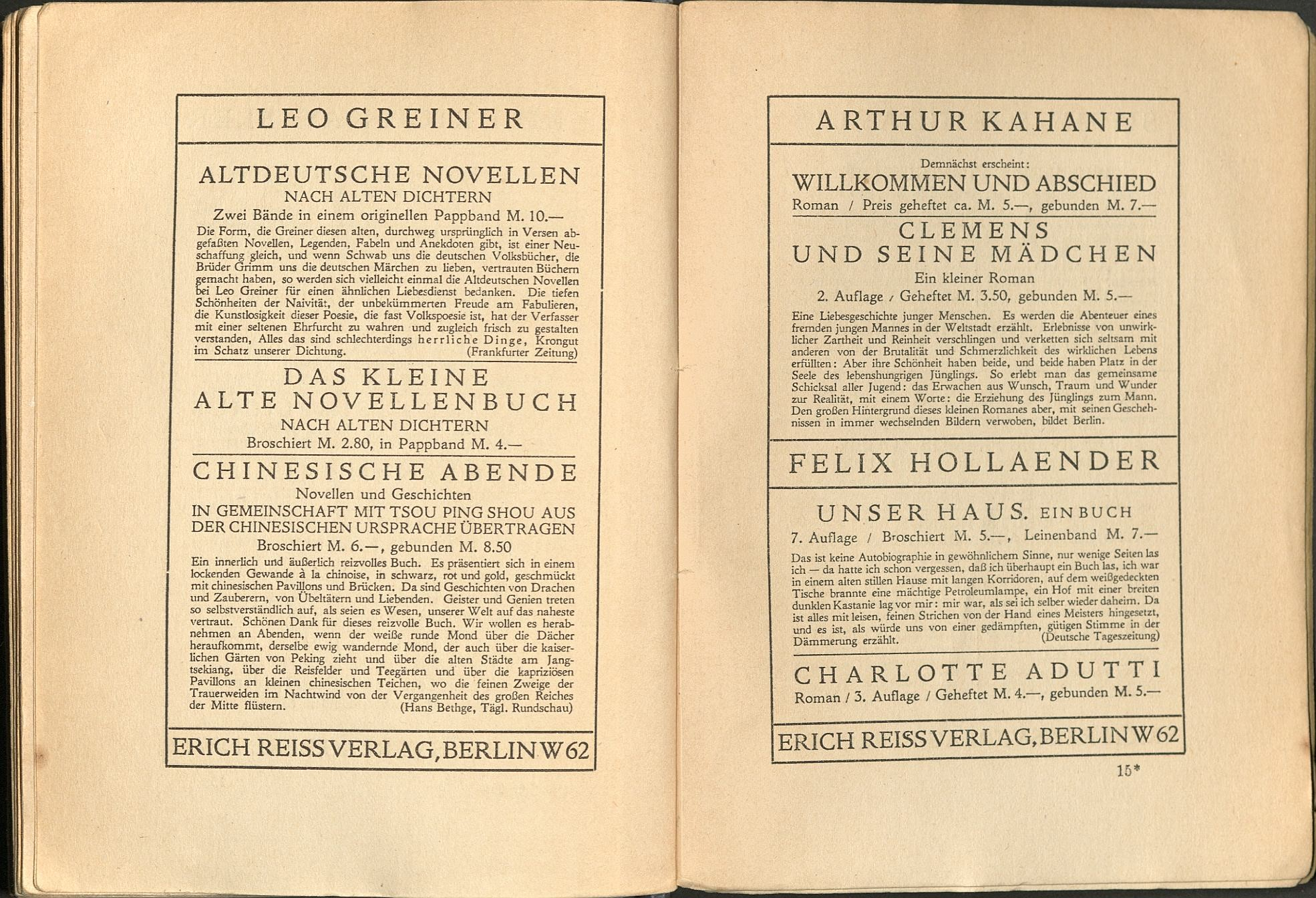
Anzeige bei Erich Reiss (1919)

### Romane und Erzählungen
- Jesus und Judas, ein moderner Roman, 1889 OCLC 71943617
- Magdalene Dornis. Roman. 1892 OCLC 257319757
- Frau Ellin Röte. Aus dem Leben einer jungen Frau. Ein Eheroman, S. Fischer Verlag, Berlin, 1893 OCLC 249914387
- Pension Fratelli, ein kurzer Roman, S. Fischer, Berlin, 1896 OCLC 249913647
- Das letzte Glück. Roman, S. Fischer, Berlin, 1900 OCLC 970860377
- Der Weg des Thomas Truck. ein Roman in vier Büchern. 1902 OCLC 486063687
- Der Baumeister, Roman, Paul Letto Verlag, Berlin, 1904 OCLC 952716334
- Traum und Tag, S. Fischer Verlag Berlin, 1905 OCLC 681544965
- Der Pflegesohn, Erzählungen, Wiener Verlag, Wien, 1906 OCLC 988391675
- Die Witwe, kleine Geschichten von Felix Hollaender, Fischer, Berlin, 1908 OCLC 644333560
- Charlotte Adutti. Ein Buch der Liebe, Wedekind & Co., Berlin, 1908 OCLC 249913565
- Agnes Feustels Sohn, Schottlaender, Berlin, 6. Auflage, 1909 OCLC 249914202
- Unser Haus, ein Buch, Erich Reiss, Berlin, 1911 OCLC 1005999922 (autobiographisch)
- Der Eid des Stephan Huller. Ullstein & Co., Berlin, 1912 OCLC 776232622
- Erlösung, Mosse, Berlin, 1919 OCLC 249913638
- Die Kastellanin, Ullstein  Co., Berlin, 1919 OCLC 431945454
- Salomons Schwiegertochter, Ullstein, Berlin, 1920 OCLC 1070832399
- Der Demütige und die Sängerin, Roman, Ullstein, Berlin, 1925 OCLC 249913601
- Weltanschauungsroman, Hinstorff, Rostock, 1927 OCLC 174789930
- Das Erwachen des Donald Westhof, Roman, Ullstein, Berlin, 1927 OCLC 249914309. (Neuausgabe von Andrea Glang-Tossing (Hrsg.), Wehrhahn, Laatzen 2024, ISBN 978-3-98859-092-3.)
- Ein Mensch geht seinen Weg, Roman, Ullstein, Berlin, 1931 OCLC 249914375
- Sturmwind im Westen, S. Fischer Verlag, Berlin OCLC 561193472
- Der Tänzer, ein Roman in drei Büchern, S. Fischer, Berlin OCLC 552024860

### Dramen
- Die heilige Ehe. 1892 (zusammen mit Hugo Landsberger) OCLC 314358995
- Katzengold. Schauspiel. 1890
- Ackermann. Tragikomödie in drei Akten. 1903 (zusammen mit Lothar Schmidt). OCLC 246220767

### Libretto
- Die fromme Helene. Operette (zusammen mit Arthur Kahane). Musik: Friedrich Hollaender. UA 1923 Berlin

## Verfilmungen
Der Roman Der Eid des Stephan Huller wurde mehrfach verfilmt. Weltberühmt wurde der Film von 1925.
- 1912: Der Eid des Stephan Huller (Regie: Viggo Larsen), mit Viggo Larsen
- 1921: Der Eid des Stephan Huller (Regie: Reinhard Bruck), mit Carl de Vogt
- 1925: Varieté (Regie: Ewald André Dupont), mit Emil Jannings und Lya de Putti
- 1925: Der Demütige und die Sängerin (Regie: Ewald André Dupont, mit Lil Dagover)
- 1935: Varieté (Regie: Nicolas Farkas), mit Hans Albers, Annabella und Attila Hörbiger (Felix Hollaender wurde nicht als Autor genannt)
- 1935: Varieté (Regie: Nicolas Farkas), mit Jean Gabin, Annabella und Fernand Gravey (Felix Hollaender wurde nicht als Autor genannt)
- 1936: Three Maxims (Regie: Herbert Wilcox), mit Anna Neagle (Felix Hollaender wurde nicht als Autor genannt)
- 1954: Drei vom Varieté (Regie: Kurt Neumann), mit Ingrid Andree

## Theater (Regie)
- 1911: Gotthold Ephraim Lessing: Nathan der Weise (Deutsches Theater Berlin)